# Ijuhya
Ijuhya is een geslacht van schimmels behorend tot de familie Bionectriaceae van de ascomyceten. Het lectotype is Ijuhya vitrea.

## Genera
Volgens Index Fungorum telt het geslacht 21 soorten (peildatum februari 2023):
| Soortnaam                                    | Auteur(s)                          | Publicatiejaar |
| -------------------------------------------- | ---------------------------------- | -------------- |
| Ijuhya aquifolii                             | (Cooke & Ellis) Rossman & Samuels  | 1999           |
| Ijuhya aurantiaca                            | Lechat, J. Fourn. & R. Negrín      | 2017           |
| Ijuhya bambusina                             | (Syd. & P. Syd.) Rossman & Samuels | 1999           |
| Ijuhya chilensis                             | (Speg.) Rossman & Samuels          | 1999           |
| Ijuhya dictyospora                           | (Rossman) Rossman & Samuels        | 1999           |
| Ijuhya equiseti-hyemalis                     | Lechat & Baral                     | 2008           |
| Ijuhya faveliana                             | Lechat & J. Fourn.                 | 2016           |
| Ijuhya fournieri                             | Lechat                             | 2015           |
| Ijuhya hongkongensis                         | J. Fröhl. & K.D. Hyde              | 2000           |
| Ijuhya hubeiensis                            | Y. Nong & W.Y. Zhuang              | 2007           |
| Ijuhya leucocarpa                            | (Samuels) Rossman & Samuels        | 1999           |
| Ijuhya lilliputiana                          | Lechat & J. Fourn.                 | 2016           |
| Ijuhya pachydisca                            | Lechat & J. Fourn.                 | 2016           |
| Ijuhya paraparilis                           | (Samuels) Rossman & Samuels        | 1999           |
| Ijuhya parilis (Stekelsporig meniezwammetje) | (Syd.) Rossman & Samuels           | 1999           |
| Ijuhya salviicola                            | Lechat & J. Fourn.                 | 2019           |
| Ijuhya saulensis                             | Lechat & J. Fourn.                 | 2019           |
| Ijuhya somiedoensis                          | Lechat & J. Fourn.                 | 2019           |
| Ijuhya tetraspora                            | Lechat & J. Fourn.                 | 2016           |
| Ijuhya vitellina                             | Ashrafi, W. Maier & Schroers       | 2017           |
| Ijuhya vitrea                                | Starbäck                           | 1899           |